# Vzpomínky na hvězdný prach
Vzpomínky na hvězdný prach (v anglickém originále Stardust Memories) je americký hraný film, který natočil režisér Woody Allen podle vlastního scénáře. Jde o černobílý film, v němž hlavní roli ztvárnil sám režisér a dále v něm hráli například Charlotte Rampling, Jessica Harper, Marie-Christine Barrault a Tony Roberts. Film pojednává o filmařovi Sandymu Batesovi (Allen), kterého trápí, že jeho fanoušci upřednostňují jeho starší filmy před těmi novými. Následně rozvine vztah se dvěma ženami, Daisy (Harper) a Isobel (Barrault). Stále jej však provází vzpoomínky na bývalou přítelkyni Dorrie (Rampling). Coby komparzistka ve filmu vystupovala Risé Irushalmi, pozdější manželka hudebníka Johna Calea.